# Юркин, Борис Иванович
Бори́с Ива́нович Ю́ркин (30 июня 1919, Оренбург — 26 июня 1944, Бешенковичский район, Витебская область) — участник Советско-финской и Великой Отечественной войн, командир отделения 975-го стрелкового полка 270-й стрелковой дивизии 6-й гвардейской армии 1-го Прибалтийского фронта, Герой Советского Союза, сержант.

## Биография
Родился 30 июня 1919 года в городе Оренбурге в семье железнодорожника. Русский.
Член ВЛКСМ с 1936 года. В 1938 году окончил Чкаловский железнодорожный техникум, работал путейцем-строителем.
В Красную армию призван 15 октября 1939 года Кировским райвоенкоматом Чкаловской области. Участник советско-финской войны 1939—1940 годов. В боях Великой Отечественной войны с апреля по июнь 1944 года, воевал на 1-м Прибалтийском фронте, участвовал в освобождении Белоруссии.
Командир стрелкового отделения 975-го стрелкового полка (270-я стрелковая дивизия, 6-я гвардейская армия, 1-й Прибалтийский фронт) сержант Борис Юркин в ночь на 26 июня 1944 года с бойцами вверенного ему подразделения переправился через реку Западная Двина в районе посёлка городского типа Улла Бешенковичского района Витебской области Белоруссии, успел уничтожить гранатой дзот противника, но утонул, получив пулевое ранение.
Похоронен в агрогородке Глыбочка Ушачского района Витебской области Белоруссии.
Указом Президиума Верховного Совета СССР от 24 марта 1945 года за образцовое выполнение боевых заданий командования на фронте борьбы с немецко-фашистскими захватчиками и проявленные при этом мужество и героизм сержанту Юркину Борису Ивановичу посмертно присвоено звание Героя Советского Союза.

## Награды
- медаль «Золотая Звезда» Героя Советского Союза.
- орден Ленина.

## Память
- Глыбочанской средней школе (агрогородок Глыбочка) Ушачского района Витебской области в Белоруссии, где похоронен Б.И. Юркин, присвоено имя Героя, а в пришкольном саду установлен памятник.
- Имя Юркина носит улица в Оренбурге, на родине Героя.